# Klenčí pod Čerchovem
Klenčí pod Čerchovem (do roku 1946 Kleneč pod Čerchovem, německy Klentsch) je městys v okrese Domažlice v Plzeňském kraji. Žije zde přibližně 1 400 obyvatel.

## Historie
První písemná zmínka o obci pochází z roku 1325. V druhé polovině 17. století se z chodské osady stalo městečko. Do roku 1946 nesla obec název Kleneč pod Čerchovem. V letech 1938 až 1945 se obec (v důsledku uzavření Mnichovské dohody) stala součástí nacistického Německa.
S účinností od 1. prosince 2006 byl 10. listopadu 2006 obci vrácen status městyse.

## Obyvatelstvo
| Rok            | 1869  | 1880  | 1890  | 1900  | 1910  | 1921  | 1930  | 1950  | 1961  | 1970  | 1980  | 1991  | 2001  | 2011  | 2021  |
| -------------- | ----- | ----- | ----- | ----- | ----- | ----- | ----- | ----- | ----- | ----- | ----- | ----- | ----- | ----- | ----- |
| Počet obyvatel | 2 089 | 2 092 | 1 899 | 2 007 | 1 949 | 1 950 | 1 844 | 1 078 | 1 122 | 1 061 | 1 070 | 1 197 | 1 251 | 1 280 | 1 267 |
| Počet domů     | 249   | 261   | 274   | 261   | 273   | 289   | 318   | 308   | 251   | 253   | 252   | 300   | 340   | 362   | 377   |

## Správa městyse

### Části městyse
- Capartice
- Černá Řeka
- Jindřichova Hora
- Klenčí pod Čerchovem

### Symboly městyse
Vlajka byla městysi udělena rozhodnutím předsedy Poslanecké sněmovny Parlamentu České republiky dne 19. února 1998.

## Pamětihodnosti
- Kostel svatého Martina
- Pošta
- Fara

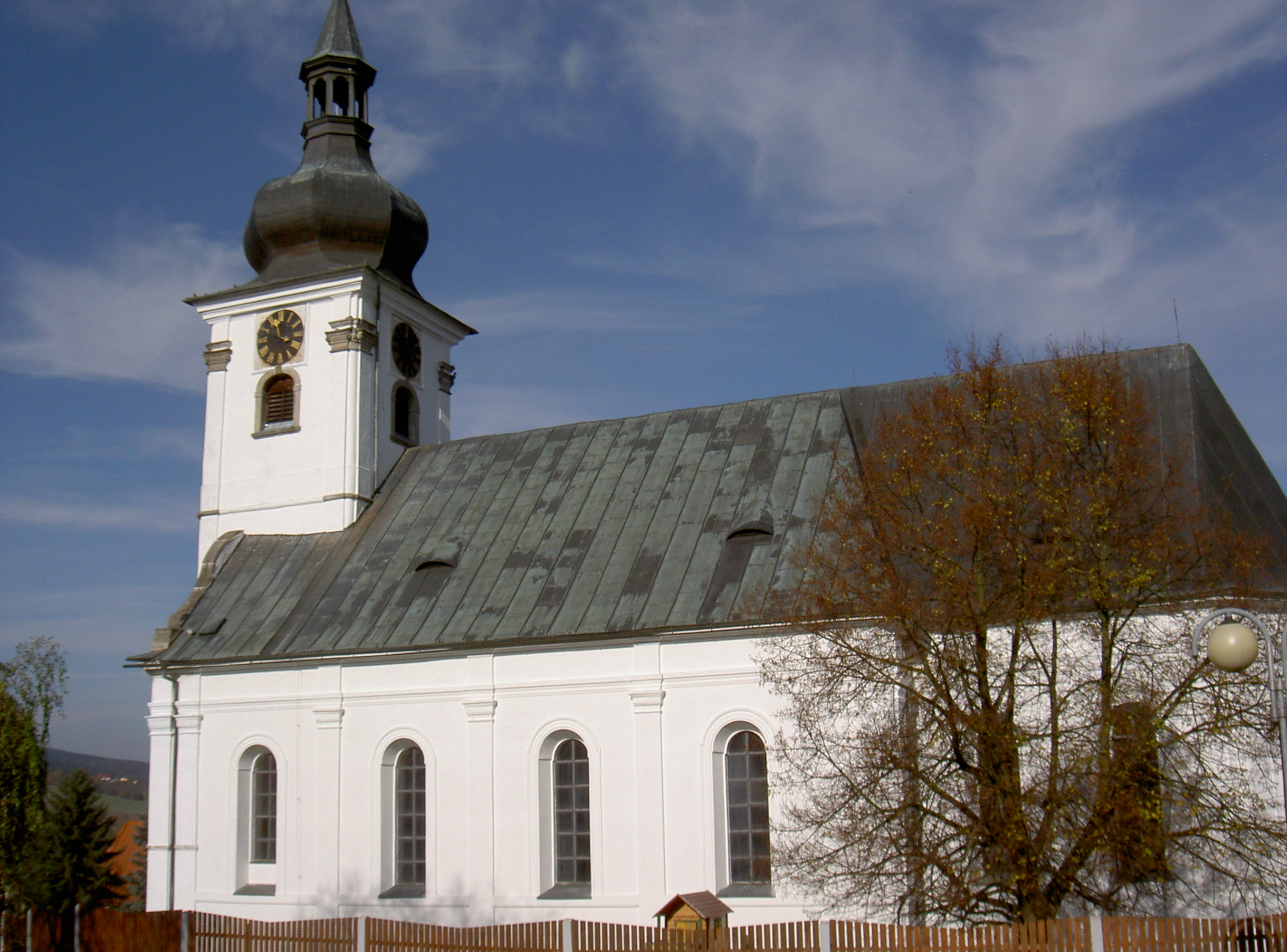
Kostel svatého Martina v Klenčí

- Přírodní rezervace Postřekovské rybníky
- Muzeum Jindřicha Šimona Baara

## Osobnosti
- Jindřich Šimon Baar (1869–1925), katolický kněz, básník a spisovatel
- Jindřich Jindřich (1876–1967), hudební skladatel, klavírista, etnograf
- Zikmund Jan Kapic (1888–1968), římskokatolický duchovní, převor kláštera cisterciáků v Oseku
- Jan Vrba (1889–1961), lesník, učitel a spisovatel
- Felix Tauer (1893–1981), orientalista a překladatel
- Marie Tauerová (1896–1981), sochařka, knihovnice a překladatelka
- Norbert Tauer (1898–1983), diplomat a lingvista